# Viazac
Viazac é uma comuna francesa na região administrativa de Occitânia, no departamento de Lot. Estende-se por uma área de 17,74 km². Em 2010 a comuna tinha 332 habitantes (densidade: 18,7 hab./km²).